# Congrès universel d'espéranto de 1937
Pour un article plus général, voir Congrès universel d'espéranto.
Le congrès universel d’espéranto de 1937 est le 29e congrès universel d’espéranto, organisé en août 1937, à Varsovie en Pologne. 